# Marie Fabien Raharilamboniaina
Marie Fabien Raharilamboniaina (Ambohijanahary, 20 gennaio 1968) è un vescovo cattolico malgascio, dal 26 febbraio 2010 vescovo di Morondava.

## Biografia
Marie Fabien Raharilamboniaina è nato ad Ambohijanahary il 20 gennaio 1968.

### Formazione e ministero sacerdotale
È entrato da piccolo nell'Ordine dei carmelitani scalzi. Completate le scuole primarie e secondarie, ha studiato filosofia e teologia presso l'Istituto cattolico del Madagascar ad Ambatoroka.
L'8 settembre 1990 ha emesso la professione solenne. Il 5 luglio 1997 è stato ordinato presbitero. In seguito è stato vicario parrocchiale della parrocchia di San Paolo a Phoenix fino al 1999, quando è stato trasferito a La Riunione. Nel 2005 è stato nominato superiore provinciale del Madagascar e dell'Oceano Indiano.

### Ministero episcopale
Il 26 febbraio 2010 papa Benedetto XVI lo ha nominato vescovo di Morondava. Ha ricevuto l'ordinazione episcopale il 16 maggio successivo dal vescovo emerito di Morondava Donald Joseph Leo Pelletier, co-consacranti l'arcivescovo metropolita di Toliara Fulgence Rabeony e il vescovo di Saint-Denis-de-La Réunion Gilbert Guillaume Marie-Jean Aubry.
Nel marzo del 2014 ha compiuto la visita ad limina.
Ha partecipato alla XV assemblea generale ordinaria del Sinodo dei vescovi che ha avuto luogo nella Città del Vaticano dal 3 al 28 ottobre 2018 sul tema "I giovani, la fede e il discernimento vocazionale".
Dall'11 novembre 2021 è presidente della Conferenza episcopale del Madagascar. Dal 2012 all'11 novembre 2021 è stato vicepresidente della stessa.
Dal 12 giugno 2023 al 12 maggio 2024 ha ricoperto anche l'ufficio di amministratore apostolico di Miarinarivo.

## Genealogia episcopale e successione apostolica
La genealogia episcopale è:
- Cardinale Scipione Rebiba
- Cardinale Giulio Antonio Santori
- Cardinale Girolamo Bernerio, O.P.
- Arcivescovo Galeazzo Sanvitale
- Cardinale Ludovico Ludovisi
- Cardinale Luigi Caetani
- Cardinale Ulderico Carpegna
- Cardinale Paluzzo Paluzzi Altieri degli Albertoni
- Papa Benedetto XIII
- Papa Benedetto XIV
- Papa Clemente XIII
- Cardinale Giovanni Carlo Boschi
- Cardinale Bartolomeo Pacca
- Papa Gregorio XVI
- Cardinale Castruccio Castracane degli Antelminelli
- Cardinale Paul Cullen
- Arcivescovo Joseph Dixon
- Arcivescovo Daniel McGettigan
- Cardinale Michael Logue
- Cardinale Patrick Joseph O'Donnell
- Vescovo John Gerald Neville, C.S.Sp.
- Vescovo Auguste Julien Pierre Fortineau, C.S.Sp.
- Arcivescovo Xavier Ferdinand Thoyer, S.I.
- Arcivescovo Gilbert Ramanantoanina, S.I.
- Cardinale Victor Razafimahatratra, S.I.
- Arcivescovo Philibert Randriambololona, S.I.
- Vescovo Donald Joseph Leo Pelletier, M.S.
- Vescovo Marie Fabien Raharilamboniaina, O.C.D.

La successione apostolica è:
- Vescovo Donatien Francis Randriamalala, M.S. (2023)
- Vescovo Jean Nicolas Rakotojaona (2023)